# Никола Габровски (политик)
 Тази статия е за политика.  За офицера вижте Никола Габровски (офицер).  
Никола Христов Габровски е български политик – учредител на Българската социалдемократическа партия, народен представител.

## Обществено политическа дейност до 1903

#### Влияни на народническите идеи
Роден е на 6 септември 1864 година в Търново. Учи първоначално в семинария към Петропавловския манастир край Лясковец, после – в Александровската гимназия в град Николаев, а през 1884 година заминава да следва право в Женева. През 1887 година става съдия в Софийския окръжен съд, а по-късно започва работа в Софийската мъжка гимназия. В този период Габровски, както голяма част от ранната социалистическа интелигенция на Балканите, е силно повлиян от народническите идеи на Пьотър Лавров и Николай Чернишевски. Вдъхновен от тях през 1889 издава брошурата "Нравствената задача на интелигенцията'', която придобива голяма популярност сред младежката публика в България. В тази брошура Габровски настоява, че интелигенцията има морално задължение да посочва пътя към културно развитие и обществено щастие:
"Една част от обществото, благодарение на икомическото и общественото си положение, изпреварва своите съвременици по пътя на прогреса и нравственото съвършенство, издига се над самата действителност и насочва пътя към общото щастие. Това е интелигенцията. Тя тласка историята напред, тя внася новите обществени идеали в живота и се мъчи да ги въплъти в самата действителност"
Но за жалост в България интелигенцията се е провалила в своята историческа мисия. Корумпирана от жаждата си за пари и получаване на постове, интелигенцията се е превърнала с слуга на "силните на деня". Според Габровски интелигенцията трябва да осъзнае своя морален дълг и историческа мисия като поеме лидерството за просвещаването на народа. За тази цел интелигентите трябва да опознаят обикновените хора и техния начин на живот, чрез който да разбере как светът може да бъде подобрен. По този начин неговите или нейните интелектуални идеи ще представляват не чисто отрицание на традицията, а нейното собствено разгръщане в историята. Според Габровски интелектуалците са естествените лидери на народите:
"Разумният и искрен деец е длъжен да изучи народния живот, да вникне в дълбочините на народната душа и от там да черпи сила за своите убеждения. А заради това той трябва да се сближи с народа, да влезе с него в най-тесни духовни връзки. Това е едно важно условие за по-нататъшна деятелност... Тук се иска живо и сърдечно участие в процеса на народния живот, иска се искрено сдружаване с работните маси. Трябва да поживеем между самия народ, за да можем да чуем добре биенето на народния пулс. Безнравестно и досущ безчовечно е да излизаш самозвано да говориш от името на народа без да знаеш какво той иска и къде го боли..."
Габровски опитва да приложи своята народническа философия на практика като още през същата година създава образовтелното дружество "Нов живот'' в София. Дружеството има просветителен характер и е насочено към малограмотните работници и занаятчии като се опитва  „да развива умствения интерес в обществото“. През май същата година дружеството открива първото в България вечерно и неделно училище за работници.  През лятото на 1889 Габровски посещава учредителния конгрес на Втория социалистически интернационал, където се среща с лидерите на европейското социалдемократическо движение - Г. Плеханов, Ж. Гед, П. Лафарг, А. Бебел и В. Либхнехт. Дебатите по време на конгреса оказват силно влияние върху възгледите на Габровски и имат важно значение за постепенното възприемането на марксизма. След завръщането си от Париж Габровски се премества в Сливен, където работи в местната педагогическа гимназия. През 1890 Никола Габровски заедно с Тодор Постомпиров създава просветителското дружество "Съзнание'', в което има публична библиотека, провеждат се литературни и научнопопулярни лекции, създава се вечерно и неделно училище.
През учебната 1890-81 Габровски се мести в Пловдивската мъжка гимназия, която е една от най-престижните и добре уредените училища в България в края на XIX век. Заради публично изказване на своите социалистически идеи Габровски скоро е уволнен от училището, което засилва напрежениети между учениците и училищното ръководство като се стига до избухването на ученически бунт на 11 февруари 1891. Под влиянието на Н. Габровски в гимназията попада един от бъдещите лидери на социалистическото движение в България - Г. Бакалов - тогава ученик. След уволнението на Габровски Г. Бакалов се превръща в инициатор на ученическата съпротива като участва в написването на "Възвание към гражданите'', в което се описват мотивите за ученическия бунт:
"Ако някой ученик мисли свободно, той бива наказван с мъмрене, с намаление на поведението, с изключване из училището. Само тези, които безпрекословно слушат учителите, се оставят на рахат. А пък тия, които изказват думите и действията на по-развитите и по-свободомислещите, т.е. шпионите, биват наградявани с учителски ласки и стипендии. По този начин у нас развиват посредством награди шпионско, низост, подлост...Най-новата наука проповядвана от махнатите учители, другарските им обноски с нас, горещата им обич към беззащитните ученици, унищожава вечената омраза между учители и ученици. На другите учители можем да гледаме само с омраза и отвращение, защото ни презират, ний сме им товар. Те мислят, че ний съществуваме за тях, а не те за нас. Нас всякога ни държат в бодливи ръкавици, над нас винаги е остът меч. Ний нямаме свободна воля. Мъчат ни, притискат ни, за нас няма свободна мисъл, ние сме говеда."
След това Габровски решава да се върне в родния си град Търново, където започва работа като адвокат като осигурява работа като писар на изгонения от Пловдивската гимназия Г.Бакалов. По време на цялата си адвокатска практика в Търново Габровски не маха табелата на която пише "На бедни пари не взимам''.  След окончателното си установяване в Търново Габровски все повече възприема идеята за учредяване на българска социалистическа партия. Влияние за това решение оказва факта, че един от другите ключови интелектуалци социалисти - Димитър Благоев - също работи като учител в града през тази година. Между 21 и 23 април 1891 Габровски събира представители на социалистическите дружинки от Търново, Дряново, Габрово, Севлиево и Казанлък във вилата си в покрайнините на града, където обсъждат програмата на бъдещата социалдемократическа партия. На 20 юли 1891 социалистите от цялата страна се събират в местността Бузлуджа, край Търново, където учредяват Българска работническа социалдемократическа партия (БРСДП) . След конгреса Габровски продължава усилията си в изграждането на партийната организация като посещава Казанлък, Сливен, Габрово, Дряново и множество села в региона:
" Главната ми цел беше: 1. Да развия, да разясня на приятелите социалдемократическата програма във връзка с теорията на научния социализъм; 2. Да се организират дружинките и касите според приетия организационен план; 3.Че е необходимо да проникнем между работниците и занаятчиите, за да организираме работнически дружества, от съединението на които да се образува бъдещата българска работническа партия."
На 1 ноември 1892 БСДП започва да издава първия си политически вестник "Работник'' в който открито се пропагандират социалистически идеи. Вестникът се издава в Търново и Н. Габровски е негов редактор до 1894. Габровски е избран за български делегат на втория конгрес на Интернационала в Цюрих на 6-12 август 1893. На конгреса той взима активно участие в комисията по аграрните въпроси и чете доклад за политическото и икономическо положение в България, която е слабо позната за представителите на другите европейски страни в края на XIX век. След завръщането си Габровски продължава активната си политическа борба в Търново, където се кандидатира за депутат и общински съветник. В началото на 1894 срещу него са повдигнати обвинения, заради критична статия към монархически институт и правителството на Народнолибералната партия, като в крайна сметка е осъден на една година затвор. Правителството се чувства особено уязвено от публично изказаните републикански възгледи на Габровски, които схваща не като принципна критика, произлизаща от социалистическата идеология, а като опит да се дискредитира все още неутвърдилия се княз Фердинанд:
" Времената се изменят. Монархическите начала са отхвърлени от науката и от живота. Историята на човечеството е история на постоянната борба за освобождението на подчинените от властта на природата и обществото - от тиранията на поповете, царете, князете и господарите, с една реч, от всички видове робство. Народите се стремят към самоуправлението. Те не искат да работят, да се мъчат, за да поддържат храненици в обществото. Те не искат да страдат за хубостта и кефа на каквито и да било то короновани или некороновани готованци. Нас, социалистите, никак не ни занимават династическите въпроси...Ние сме републиканци по убеждение. За нас династическите въпроси изчезват пред великия въпрос на сиромасите - освобождението на труда, хляба, образовани, свобода и добър живот за всички хора. Ние сме дълбоко убедени, че икономическото и политическо развитие на съвременното общество води към социална република, в която няма нито цар, нито господар, а само свободни, равноправни и сити граждани, които работят за цялото общество..."
След падането на правителството на Народнолибералната партия, начело със С.Стамболов, политическите затворници са освободени. Никола Габровски получава възможност да излезе от затвора и да се кандидатира за народен представител в Павликенския избирателен район, където заедно издателя на "Селски вестник'' Гено Недялков бива избран. Габровски започва да издава вестници в търновския район, насочени към "трудовия народ'' - работници, занаятчии и селяни- които едновременно се опитва да приобщи към каузата на социализма, но и да ги привлече като гласоподаватели. Такива са вестниците "Народен глас" (1894) и "Освобождение" (1895-1898). Дейността на Габровски като народен представител го превръща в една от най-популярните фигури на ранния български социализъм; неговите речи се издават като отделна книжка, която се разпространява в партийните структури. На изборите за Народно събрание от 1896 Габровски отново е избран за депутат от Павликени. Габровски е един от първите депутати в страната, който въвежда практиката да се отчита пред избирателите си за заеманите позиции в Народното събрание още по време на мандата си: "Поканват се избирателите от Павликенска околия да присъстват на публичното събрание, което ще се явя в неделя, (Връбница), в село Бяла Черква, гдето, като народен представител ще имам честта да дам отчет на моите избиратели за деятелността на втората сесия на VIII обикновено народно събрание“
Заедно с дейността си като народен представител, Габровски активно участва в просвещенска дейност в Търново, където изнася множество лекции в общоградското читалище "Надежда" и организира работническото читалище "Освобождение''. В читалище "Освобождение'' се организира работнически театър, публични лекции и дискусии по разнообразни теми като "Революционното наследство на Левски'' и "Прогресът в науката и живота''. Работническият театър поставя множество постановки с национално-революционна тематика, свързани с Априлското въстание и революционери като Левски и Ботев, както и постановки със социално критична тематика, включително   различни вариации на "Бай Ганьо" от Алеко Константинов. Показателно за дейността на читалището е обявената програма за редовната двуседмична сбирка - четене и обсъждане на "Работнически вестник'', изиграване на театрална сцена "Бай Ганьо журналист'', четене на разказаа "Сираче'' и "За печалба'' , декламации на социалистическа поезия, лекция на тема "Днешната нравственост'' в която се заклеймява формирането на двойни морални стандарти за бедните и богатите. Участва и в издаването на „Българска социалдемократическа библиотека“. 
Между 1894 и 1899 година Габровски е избиран за депутат от района на Търново. Една от основните каузи, които защитава в Народното събрание са правата и интересите на бедните селяни, които смята за революционна група, която трябва да бъде представяна от социалдемократическата партия. Габровски защитава по време на партийните конгреси през 90-те години отваряне на социализма към интересите на дребните селяни, въпреки ортодоксалното марксистко разбиране, защитавано от Димитър Благоев, че те представляват „реакционна“ сила. Габровски настоява БРСДП да състави аграрна програма, която да включи интересите на дребните селяни като гарантиране на евтин кредит, политика по оземляване, намаляване на данъците, достъпна медицинска помощ в селата. По време на селските бунтове срещу въвеждането на натуралния данък през пролетта на 1900 Габровски подкрепя селските съпротиви и дори участва в организацията на митингите. 
През април 1901 година е делегат на Осмия македоно-одрински конгрес от Търновско македонско дружество.
След разцеплението в БРСДП през 1903 година Габровски е на страната на широките социалисти. През 1914 година скъсва контактите си с тях и влиза в БРСДП – тесни социалисти. 
През 1919 – 1923 година е народен представител от листата на комунистическата партия.
На 11 юни 1925 година е убит в Търново по време на репресиите, последвали атентата в църквата „Света Неделя“.

## Памет
На Никола Габровски е наречена улица в София (Карта).

## Галерия
- Гробът на Никола Габровски и съпругата му Мария в парка „Дружба“ във Велико Търново
- Паметник на Никола Габровски (вляво) и Димитър Благоев във Велико Търново